# Cătălin Anghel
Cătălin Anghel (n. 4 octombrie 1974, Constanța, România) este un antrenor român de fotbal și fost jucător.

## Cariera de jucător
Anghel a jucat pentru clubul său nativ Farul Constanța, după care s-a transferat în Republica Moldova, unde a evoluat la Milsami Orhei. În 1997 a semnat cu formația maghiară BVSC Budapesta, unde a stat 2 sezoane. A rămas în Ungaria încă 3 sezoane la Kaposvári Rákóczi FC. S-a alăturat campionatului secund ucrainean, jucând la FC Stal Alchevsk, echipa cu care a ajuns în sferturile Cupei Ucrainei. La finalul carierei s-a transferat în Kazahstan, la FC Irtîș Pavlodar, unde a stat ultimii 2 ani.

## Cariera de antrenor
După retragerea sa, în 2007, Anghel a început să antreneze la CS Ovidiu, unde a stat două sezoane.
Din 2009, el o antrenează pe Viitorul Constanța, cu care a promovat în Liga a II-a în 2010 și apoi, în Liga I în 2012. Totodată, cu Anghel pe banca tehnică, Viitorul a obținut cele mai mari victorii ale sale în primul eșalon sezonul 2012-2013, contra campioanei din ediția respectivă, Steaua cu 2-5 în deplasare și a fostei campioane Dinamo cu 2-3 tot în deplasare, salvându-se de la o potențială retrogradare. În 2013, în urma startului slab de sezon în Liga I ediția 2013-2014, Anghel și-a dat demisia din funcția de antrenor al Viitorului Constanța.
În aprilie 2021, Anghel a revenit la conducerea echipei Viitorul, după demiterea lui Mircea Rednic. După reorganizarea clubului Viitorul și unirea cu Farul Constanța, Anghel a devenit antrenor secund la nou-formata echipă.